# Аслан, Рафкат Асланулы
Рафкат Асланулы Аслан (каз. Рафқат Асланұлы Аслан; род. 2 февраля 1994, Койлык, Талды-Курганская область) — казахстанский футболист, защитник клуба «Улытау».

## Клубная карьера
Футбольную карьеру начал в 2012 году в составе клуба «Байтерек».
В 2014 году стал игроком клуба «Тобол» Костанай.
В 2017 году играл за «Актобе».
В начале 2018 года перешёл в «Атырау», за который провёл 15 матчей в Премьер-лиге.
Летом 2018 года подписал контракт с клубом «Иртыш» Павлодар.

## Карьера в сборной
21 февраля 2019 года дебютировал за сборную Казахстана в товарищеском матче со сборной Молдавии.

## Достижения
«Улытау»
- Серебряный призёр Первой лиги Казахстана: 2024

## Статистика выступлений

### Клубная карьера
| Клуб             | Сезон            | Лига | Лига | Кубки | Кубки | Еврокубки | Еврокубки | Прочие | Прочие | Итого | Итого |
| Клуб             | Сезон            | Игры | Голы | Игры  | Голы  | Игры      | Голы      | Игры   | Голы   | Игры  | Голы  |
| ---------------- | ---------------- | ---- | ---- | ----- | ----- | --------- | --------- | ------ | ------ | ----- | ----- |
| Байтерек         | 2012             | 20   | 0    | 1     | 0     | —         | —         | —      | —      | 21    | 0     |
| Байтерек         | 2013             | 29   | 4    | 1     | 0     | —         | —         | —      | —      | 30    | 4     |
| Байтерек         | Итого            | 49   | 4    | 2     | 0     | —         | —         | —      | —      | 51    | 4     |
| Тобол (Костанай) | 2014             | 17   | 0    | 2     | 0     | —         | —         | —      | —      | 19    | 0     |
| Тобол (Костанай) | 2015             | 16   | 0    | 3     | 0     | —         | —         | —      | —      | 19    | 0     |
| Тобол (Костанай) | 2016             | 1    | 0    | —     | —     | —         | —         | —      | —      | 1     | 0     |
| Тобол (Костанай) | Итого            | 34   | 0    | 5     | 0     | —         | —         | —      | —      | 39    | 0     |
| → Тобол М        | 2016             | 8    | 6    | —     | —     | —         | —         | —      | —      | 8     | 6     |
| → Тобол М        | Итого            | 8    | 6    | —     | —     | —         | —         | —      | —      | 8     | 6     |
| Актобе           | 2017             | 14   | 0    | 2     | 0     | —         | —         | —      | —      | 16    | 0     |
| Актобе           | Итого            | 14   | 0    | 2     | 0     | —         | —         | —      | —      | 16    | 0     |
| → Актобе М       | 2016             | 4    | 3    | —     | —     | —         | —         | —      | —      | 4     | 3     |
| → Актобе М       | Итого            | 4    | 3    | —     | —     | —         | —         | —      | —      | 4     | 3     |
| Атырау           | 2018             | 12   | 0    | 4     | 0     | —         | —         | —      | —      | 16    | 0     |
| Атырау           | Итого            | 12   | 0    | 4     | 0     | —         | —         | —      | —      | 16    | 0     |
| Иртыш (Павлодар) | 2018             | 8    | 0    | —     | —     | —         | —         | 1      | 0      | 9     | 0     |
| Иртыш (Павлодар) | 2019             | 19   | 1    | 1     | 0     | —         | —         | —      | —      | 20    | 1     |
| Иртыш (Павлодар) | 2020             | 0    | 0    | —     | —     | —         | —         | —      | —      | 0     | 0     |
| Иртыш (Павлодар) | Итого            | 27   | 1    | 1     | 0     | —         | —         | 1      | 0      | 29    | 1     |
| → Иртыш М        | 2018             | 5    | 3    | —     | —     | —         | —         | —      | —      | 5     | 3     |
| → Иртыш М        | Итого            | 5    | 3    | —     | —     | —         | —         | —      | —      | 5     | 3     |
| Каспий           | 2020             | 11   | 0    | —     | —     | —         | —         | —      | —      | 11    | 0     |
| Каспий           | Итого            | 11   | 0    | —     | —     | —         | —         | —      | —      | 11    | 0     |
| Жетысу           | 2021             | 5    | 0    | 1     | 0     | —         | —         | —      | —      | 6     | 0     |
| Жетысу           | 2022             | 21   | 1    | 7     | 0     | —         | —         | —      | —      | 28    | 1     |
| Жетысу           | 2023             | 15   | 0    | 1     | 0     | —         | —         | —      | —      | 16    | 0     |
| Жетысу           | Итого            | 41   | 1    | 8     | 0     | —         | —         | —      | —      | 49    | 1     |
| → Жетысу М       | 2021             | 1    | 0    | —     | —     | —         | —         | —      | —      | 1     | 0     |
| → Жетысу М       | 2023             | 1    | 0    | —     | —     | —         | —         | —      | —      | 1     | 0     |
| → Жетысу М       | Итого            | 2    | 0    | —     | —     | —         | —         | —      | —      | 2     | 0     |
| Улытау           | 2024             | 16   | 2    | 2     | 0     | —         | —         | —      | —      | 18    | 2     |
| Улытау           | Итого            | 16   | 2    | 2     | 0     | —         | —         | —      | —      | 18    | 2     |
| Всего за карьеру | Всего за карьеру | 223  | 20   | 24    | 0     | —         | —         | 1      | 0      | 248   | 20    |

### Выступления за сборную
| Сборная   | Год   | Отборочные матчи ЧМ | Отборочные матчи ЧМ | Отборочные матчи ЧЕ | Отборочные матчи ЧЕ | Лига наций УЕФА | Лига наций УЕФА | Товарищеские матчи | Товарищеские матчи | Итого | Итого |
| Сборная   | Год   | Игры                | Голы                | Игры                | Голы                | Игры            | Голы            | Игры               | Голы               | Игры  | Голы  |
| --------- | ----- | ------------------- | ------------------- | ------------------- | ------------------- | --------------- | --------------- | ------------------ | ------------------ | ----- | ----- |
| Казахстан | 2019  | −                   | −                   | −                   | −                   | −               | −               | 1                  | 0                  | 1     | 0     |
| Итого     | Итого | −                   | −                   | −                   | −                   | −               | −               | 1                  | 0                  | 1     | 0     |